# Pod opieką wiecznego słońca
Pod opieką wiecznego słońca (ros. В лучах Солнца, W łuczach Sołnca) – rosyjsko-niemiecko-czeski film dokumentalny z 2015 roku w reżyserii Witalija Manskiego. Film opowiada o roku z życia rodziny w Pjongjangu w Korei Północnej, w czasie gdy córka Zin-mi przygotowuje się, aby dołączyć do Koreańskiego Związku Dzieci w Dzień Błyszczącej Gwiazdy (urodziny Kim Jong-ila).
Korea Północna zezwoliła na wizytę w kraju tylko Manskiemu, operatorce Aleksandrze Iwanowej i asystentce dźwięku. Władze Korei Północnej sprzeciwiły się pokazowi filmu po odkryciu, że ekipa filmowa przemycała niezatwierdzone materiały filmowe. Film rozpoczyna się słowami: „Scenariusz tego filmu został nam przydzielony przez stronę północnokoreańską. Uprzejmie zapewnili nam również całodobową opiekę, wybrali miejsca filmowania i przejrzeli wszystkie nakręcone przez nas materiały, aby upewnić się, że nie popełniliśmy żadnych błędów w ukazaniu życia zupełnie zwyczajnej rodziny w najlepszym kraju na świecie”.

## O filmie
Manski wymyślił projekt jako film, którego akcja rozgrywa się w kraju podobnym do Związku Radzieckiego. Projekt miał nawiązywać do Związku Radzieckiego pod rządami Stalina i pozwolić lepiej zrozumieć historię tego kraju. Manski nie odwiedził jednak Korei Północnej przed rozpoczęciem zdjęć i „wiedział tylko to, co większość z nas wie” na temat tego kraju. Już po pierwszej wizycie, Manski uznał, że Korea Północna jest „o wiele gorsza i okrutniejsza”, choć z zewnątrz rzeczywiście wygląda jak Związek Radziecki w latach 30. XX wieku. „W Związku Radzieckim mieliśmy kulturę – teatry, biblioteki, filmy. Ludzie radzieccy byli krytycznymi myślicielami – narzekali, jeśli coś im się nie podobało. Jeśli porównać to z Koreą Północną, ci ludzie nie mają żadnych związków z kulturą tego typu. Wszyscy wyglądają na zadowolonych z tego, jak się sprawy mają. To właśnie chciałem przedstawić w filmie dokumentalnym”.
Rosyjska firma Vertov.Real Cinema rozpoczęła negocjacje w celu uzyskania pozwolenia na nakręcenie filmu w Korei Północnej w 2013 roku. Negocjacje z północnokoreańskim Ministerstwem Kultury trwały dwa lata. Projekt został sfinalizowany jako portret 8-letniej uczennicy o imieniu Zin-mi i jej rodziny w Pjongjangu. Twórcy filmu otrzymali pozwolenie na odbycie jednej podróży do Korei Północnej i dostali zgodę na trzy różne okresy zdjęciowe, po 15 dni każdy. Zgodnie z umową, Ministerstwo Kultury nadzorowało i zatwierdzało każdy etap procesu filmowania. Stworzyli scenariusz, wybrali każdą z postaci i zatwierdzili kamery i sceny do wykorzystania w filmie. Reżyser Witalij Manski i jego ekipa mogli filmować tylko zatwierdzone sceny w określonych miejscach wyznaczonych przez rząd. Ekipie filmowej towarzyszyli również północnokoreańscy opiekunowie nadzorujący produkcję. Producent Simone Baumann określił ten proces jako „nie do zniesienia” dla Manskiego, ponieważ ten był przyzwyczajony do pełnej swobody twórczej w swoich projektach. Dodała, że Manski „nie mógł opuścić swojego pokoju hotelowego bez podążającego za nim koreańskiego urzędnika”.
Po przybyciu do Korei Północnej Manski nie mógł nigdzie iść sam i nie mógł bezpośrednio rozmawiać z żadną z osób. Zdając sobie sprawę, że rząd Korei Północnej zamierza nakręcić film propagandowy, Manski postanowił nie zatrzymywać kamery między ujęciami. Ekipa filmowa nagrała materiał, na którym północnokoreańscy opiekunowie rozstawiali sceny i instruowali bohaterów, jak mają się zachowywać i jakie dialogi mają mówić. W efekcie Manski postanowił zmienić koncepcję filmu i wykorzystać niezatwierdzony materiał filmowy do stworzenia zakulisowej ekspozycji.

Film był początkowo finansowany przez Vertov.Real Cinema. Później finansowanie zapewniły Saxonia Entertainment i MDR z Niemiec oraz Hypermarket Films z Czech. Na podstawie umowy z rządem Korei Północnej północnokoreańskie Ministerstwo Kultury jest przedstawione jako koproducent, chociaż nie udzieliło żadnego wsparcia finansowego dla filmu. 

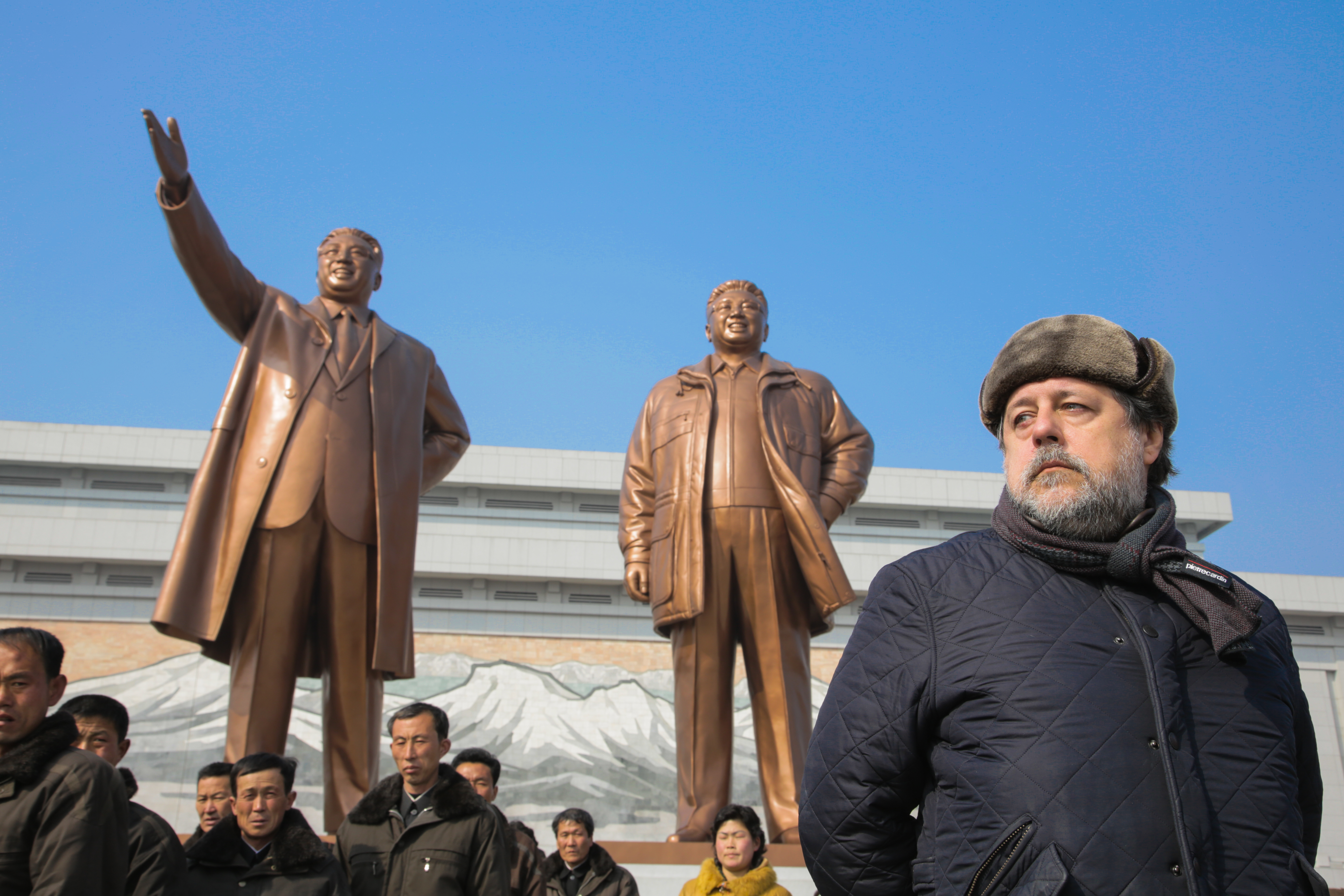
Manski pod wielkim pomnikiem Mansu Hill w Pjongjangu w 2014 roku.

Manski zatrudnił rosyjską tłumaczkę jako asystentkę dźwięku. Koreańczycy nie wiedzieli o tym ruchu. Ta – choć biegle posługiwała się językiem koreańskim – nie miała doświadczenia w nagrywaniu dźwięku. Manski wyjaśnił: „Ona [tłumaczka] była naszym szpiegiem. Pomogło nam to dowiedzieć się, co [opiekunowie z Korei Północnej] dla nas planowali”.
Manski i jego załoga odbyli trzy podróże do Korei Północnej, spędzając w tym kraju łącznie dwa miesiące. Chociaż twórcom filmu przyznano początkowo trzy różne okresy kręcenia, północnokoreańscy urzędnicy odwołali zaplanowaną trzecią wizytę, powołując się na wybuch eboli. Baumann powiedział o odwołanej wizycie: „Osobiście uważam, że nie podobało im się, że nagrywaliśmy materiały z wyraźnym podirytowaniem”. Baumann ujawnił, że Manski był tak sfrustrowany, że jego północnokoreańscy opiekunowie wielokrotnie instruowali go jak filmować, że ten czasami obracał kamerę by ich nagrywać.
Pod koniec każdego dnia zdjęć władze sprawdzały nagranie i usuwały sceny, które uznali za nie do przyjęcia. Aby obejść tę cenzurę i nagrać nieskryptowane chwile, Manski pozostawiał aparaty cyfrowe włączone przez całą sesję, nawet po tym, jak północnokoreańscy opiekunowie krzyczeli „cięcie”. Załoga zastosowała system nagrywania, który rejestrował cały materiał na dwóch oddzielnych kartach pamięci – przekazała jedną z kart pamięci do wglądu władzom Korei Północnej, a drugą ukrywała. „Operatorka była bardzo odważna. Włożyła [kartę pamięci] do spodni, kiedy szła do toalety. Jedną z nich dawali Koreańczykom z Północy, a drugą zabrali ze sobą” dodała Simone Baumann. Ekipa filmowa następnie przemyciła materiał z Korei Północnej.
Wersja filmu z zaakceptowanymi przez Koreę Północną scenami ma 60 minut, a reżyserska – z niezatwierdzonymi materiałami – 106 minut.

## Przyjęcie
Rząd północnokoreański złożył skargę do rosyjskiego Ministerstwa Spraw Zagranicznych, będącego partnerem produkcyjnym, domagając się zakazu pokazywania filmu. Pomimo sprzeciwu niektórych nacjonalistycznych polityków rosyjskich, którzy wspierają Koreę Północną, wniosek został odrzucony przez Rosjan, a film był pokazywany na festiwalach filmowych w tym kraju.
Po premierze filmu, rodzina Zin-mi potępiła projekt, twierdząc, że został zrobiony nieuczciwie i zmontowany w selektywny sposób, aby wyprodukować „film anty-północnokoreański”. Rodzina twierdziła również, że to Manski inscenizował sceny Zin-mi. Jej matka stwierdziła: „Witalij Manski nadzorował ją. Mówił jej (Zin-mi) 'zrób to, zrób tamto’. Myśleliśmy, że robi dokument w celu przyjacielskiej wymiany kulturalnej. Nie wiedzieliśmy, że Manski był tak negatywnie nastawioną osobą”.
Film był pokazywany na kilku festiwalach filmowych na całym świecie i trafił do kin w Rosji, Korei Południowej i innych krajach. Film miał ograniczoną premierę kinową w Stanach Zjednoczonych w dniu 6 lipca 2016 r. i zarobił w sumie 105 036 dolarów z 6 kin, zanim zakończył emisję 26 lutego 2017 r. Kurator festiwalu filmowego w Museum of Modern Art w Nowym Jorku postanowił nie wyświetlać Pod opieką wiecznego słońca, obawiając się, że hakerzy z Korei Północnej mogą dokonać cyberataku podobnego do tego, jaki miał miejsce w odpowiedzi na słynny Wywiad.
Rzeczniczka muzeum Margaret Doyle stwierdziła później, że muzeum odwołało swoją poprzednią decyzję, a kurator festiwalu nie jest już zatrudniony w muzeum.
Pod opieką wiecznego słońca otrzymało głównie pozytywne recenzje od krytyków. Agregator recenzji Rotten Tomatoes wyświetla 94% pozytywnych recenzji na podstawie 32 głosów, ze średnią oceną 7,7/10. W serwisie Metacritic film otrzymał ocenę 81 na 100, na podstawie 14 opinii, co wskazuje na „powszechne uznanie”. Użytkownicy platformy Filmweb oceniają film na 7,3/10 przy ponad 4 tysiącach głosów.
Robert Boynton z Uniwersytetu Nowojorskiego, autor książki o uprowadzeniach obywateli Japonii w Korei Północnej zatytułowanej Invitation-Only Zone, powiedział: „Ten film potwierdza, że (w Korei Północnej) wszystko jest wyreżyserowane. Że wszystko, co widzimy, jest tym, co chcą, abyśmy zobaczyli. Że ludzie są im prezentowani, ale wszystko jest choreograficznie zaplanowane”. Boynton stwierdził również, że nie wierzy, aby rodzina Zin-mi poniosła jakiekolwiek konsekwencje z powodu filmu, dodając: „Myślę, że największe konsekwencje spotkały prawdopodobnie ludzi, którzy negocjowali i pozwolili Manskiemu wjechać do kraju, a także opiekunów, którzy kierowali jego pracami. Oni mogą mieć kłopoty.”